# Zygmunt Janiszewski
Zygmunt Janiszewski (Varsó, 1888. június 12. vagy július 12. – Lwów (Lviv), 1920. január 3.) lengyel matematikus, a varsói matematikai iskola kiemelkedő alakja, a lengyel matematikai iskolák reformjának kezdeményezője.

## Élete
Zürichben, Göttingenben és Párizsban tanult. Doktori értekezését 1911-ben védte meg, témavezetője Henri-Léon Lebesgue volt. A vizsgabizottságban olyan kiválóságok ültek, mint Henri Poincaré és Maurice Fréchet.
1914 és 1915 folyamán a lengyel légiókban szolgált. 1917-ben jelent meg a Nauka Polska (Lengyel Tudomány) c. folyóiratban az a munkája, ami a lengyelországi matematika oktatás és kutatás reformját elindította. A cikk a helyzetfelmérésen túl tartalmazta a reform feltételeit és a szükséges lépéseket is. 1918-ban a Varsói Egyetem professzora lett. 1920-ban, alig 31 évesen halt meg a spanyolnátha áldozataként. Örökségét és vagyonát oktatási és társadalmi célokra fordították. 
Elsősorban topológiával kapcsolatos munkái voltak, ezért a varsói topológiai iskola megalapítójának tekintik. Tudományfejlesztési programjának középpontjában a halmazelmélet, a topológia és a matematikai logika állt. Társalapítója volt a világ első, szakmai terület szerint specializálódó matematikai folyóiratának, a Fundamenta Mathematicae c. tudományos folyóiratnak. A Lengyelországban 1920-tól megjelenő lapot Wacław Sierpiński és Stefan Mazurkiewicz professzorokkal alapította.

## Fordítás
- Ez a szócikk részben vagy egészben a Zygmunt Janiszewski című lengyel Wikipédia-szócikk ezen változatának fordításán alapul.  Az eredeti cikk szerkesztőit annak laptörténete sorolja fel. Ez a jelzés csupán a megfogalmazás eredetét és a szerzői jogokat jelzi, nem szolgál a cikkben szereplő információk forrásmegjelöléseként.